# Бабазаде, Анар
Анар Бабазаде (азерб. Babazadə Anar; 10 апреля 1996, Ленкорань, Азербайджан) — азербайджанский футболист, амплуа — нападающий. Выступает в команде азербайджанской премьер-лиги «Хазар-Ленкорань».

## Клубная карьера
Анар Бабазаде является воспитанником футбольного клуба «Хазар-Ленкорань», в младших возрастных группах которого начинал свои выступления в 12-летнем возрасте. Выступал также в составе дублеров. С 2012 года играет за основной состав «южан». Дебютировал в основном составе клуба 2015 года в матче Премьер-лиги Азербайджана против ФК «Симург» Закатала. При провел на поле первые 60 минут матча.

### Чемпионат
Статистика выступлений в чемпионате Азербайджана по сезонам:
| № | Сезон       | Клуб              | Игр | Голов | Игр в запасе |
| - | ----------- | ----------------- | --- | ----- | ------------ |
| 1 | 2012 / 2013 | «Хазар-Ленкорань» | 0   | 0     | 1            |
| 2 | 2014 / 2015 | «Хазар-Ленкорань» | 5   | 0     | 6            |
| 3 | 2015 / 2016 | «Хазар-Ленкорань» | 0   | 0     | 2            |

### Кубок
В Кубке Азербайджана провел нижеследующие игры:
| № | Сезон       | Клуб              | Игр | Голов | Игр в запасе |
| - | ----------- | ----------------- | --- | ----- | ------------ |
| 1 | 2014 / 2015 | «Хазар-Ленкорань» | 1   | 0     | 1            |

## Сборная

### U-16
В апреле 2011 года был призван в юношескую сборную Азербайджана до 16 лет, в составе которого участвовал на международном турнире в итальянском городе Флоренция. В финальном матче с юношеским составом до 17 лет ФК «Рома», Анар Бабазаде стал автором единственного победного мяча в ворота итальянцев.

## Достижения
Финалист Кубка Азербайджана сезона 2012/13 годов в составе ФК «Хазар-Ленкорань».